# Prats-de-Sournia
Prats-de-Sournia en francés y oficialmente, Prats de Sornian en occitano, es una pequeña localidad  y comuna francesa, situada en el departamento de Pirineos Orientales en la región de Languedoc-Rosellón y comarca histórica de la Fenolleda. 
A sus habitantes se les conoce por el gentilicio de pratois en francés.

## Demografía
| 100 | 113 | 104 | 87 | 58 | 58 |
| Para los censos de 1962 a 1999 la población legal corresponde a la población sin duplicidades (Fuente: INSEE [Consultar]) |     |     |    |    |    |